# 霍羅登卡
霍羅登卡（羅馬化：Horodenka），又按俄语读音译为戈罗坚卡，是乌克兰西部伊万诺-弗兰科夫斯克州科洛梅亞區霍罗登卡市镇内的城市及该市镇的行政中心，2020年7月18日前为霍罗登卡区的行政中心。該市距離州府伊万诺-弗兰科夫斯克64公里，始建於1195年，面積56平方公里，海拔高度280米，2022年人口数量为8,812人。

## 友好城市
- 乌克兰 別爾江斯克（俄罗斯实际控制）

## 图集

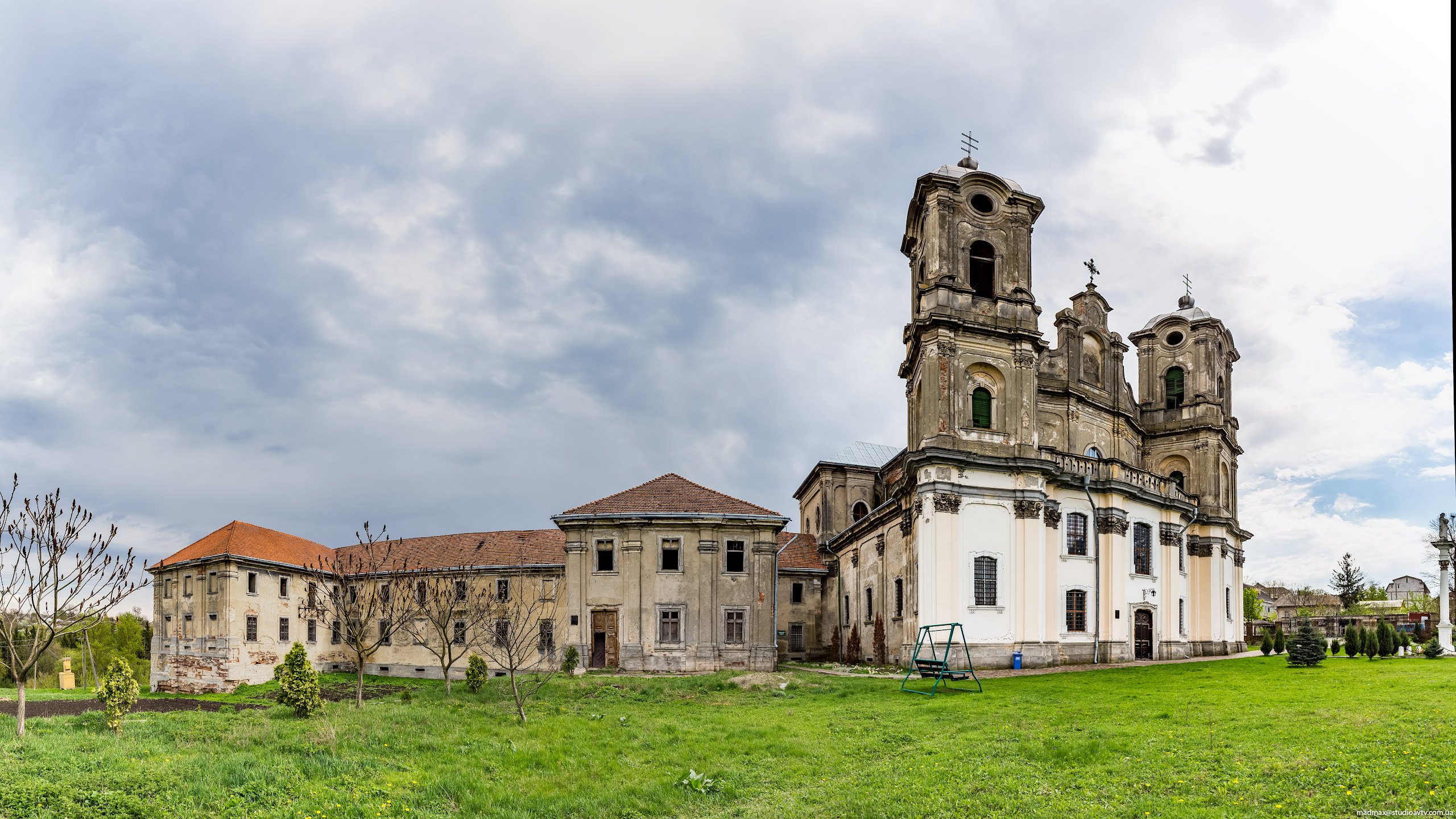
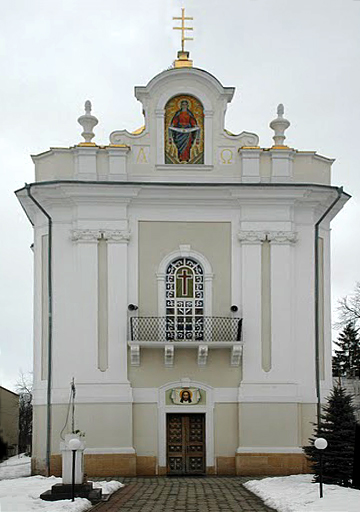